# 원주우편집중국
원주우편집중국(原州郵便集中局)은 강원 영서지역 및 경기, 충북 지역 일부의 우편물을 자동 구분 처리하는 등의 업무를 수행하는 강원지방우정청 소속 우편집중국이다. 강원특별자치도 원주시 이화1길 27(단계동)에 있다.

## 기본 정보
- 주소: 강원특별자치도 원주시 이화1길 27(단계동)
- 우편번호: 26475

## 연혁
- 1999년 12월 28일 개국.
- 2000년 1월 24일 업무 개시.

## 관할구역

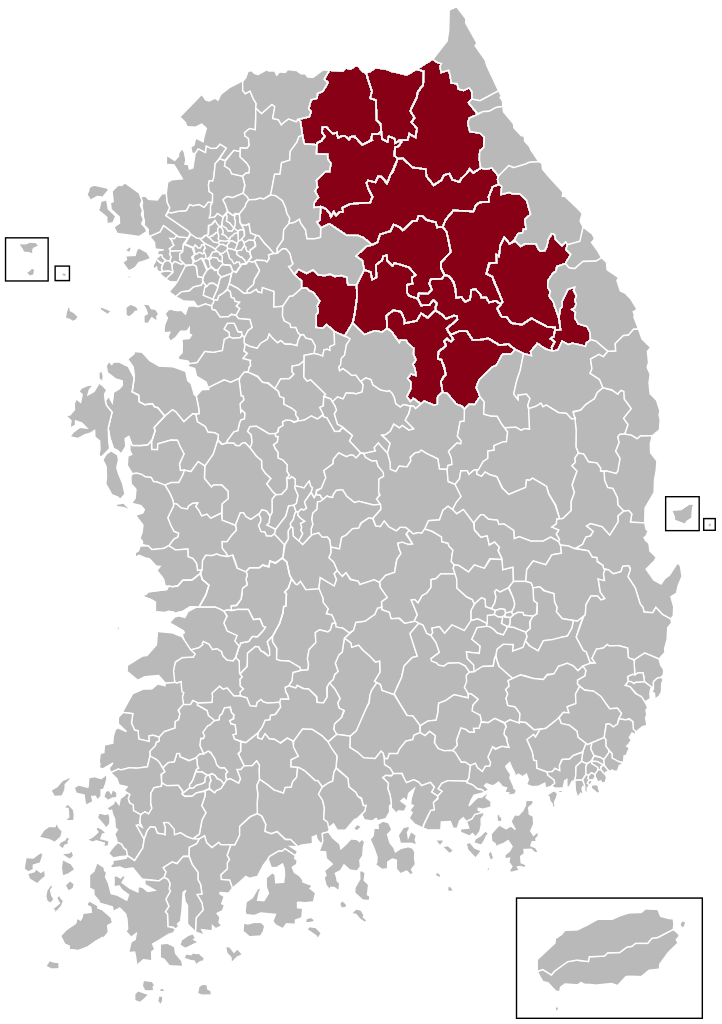
원주우편집중국의 관할구역.

- 강원특별자치도 춘천시, 화천군, 원주시, 횡성군, 영월군, 평창군, 정선군, 홍천군, 인제군, 양구군, 태백시
- 충청북도 제천시, 단양군
- 경기도 여주시

## 조직
- 기술과
  - 우편기계계
  - 동력설비계
- 지원과
  - 서무계
  - 회계계
  - 접수계
- 업무과
  - 물류총괄계
  - 통상우편계
  - 소포발착계